# Marion Raven
Pour les articles homonymes, voir Raven.
Marion Raven (pseudonyme de Marion Elise Ravn) (née le 25 mai 1984 à Lørenskog, Norvège) est une chanteuse norvégienne et ex-actrice.

## Biographie

### Sa jeunesse
Marion Raven est née le 25 mai 1984 en Norvège. Elle a vécu son enfance avec ses parents, son frère aîné et ses deux sœurs cadettes. Petite, elle aimait déjà chanter et écrire des chansons.
Elle a rejoint un groupe de gospel dans une église locale à l'âge de 5 ans. À 7 ans, elle a continué à faire partie de la chorale Saint-Laurentsius, qui a une grande histoire dans Lørenskog. A  8 ans, Marion a commencé à jouer du piano et a commencé à s'intéresser au ballet, autant dans le public que sur scène.

### Legroupe M2M, la révélation
En 1995, le père de Marion s'est arrangé pour qu'elle fasse une démo dans un studio à Oslo, en collaboration avec son amie d'enfance, Marit Larsen. Le duo a obtenu un contrat d'enregistrement avec EMI Norvège et a formé M2M. Un an plus tard, ils ont produit l'album pour enfants, intitulé Marit og Marion Synger kjente barnesanger qui signifie « Marit et Marion chantent des comptines connues ». M2M a été nommé pour un Grammy norvégien, Spellemannprisen, l'année suivante.
En 1998, M2M a commencé à enregistrer des démos pop en anglais et a obtenu un contrat d'enregistrement avec Atlantic Records après avoir auditionné avec Marion sur du clavier et Marit, de la guitare. Les deux ont collaboré avec les auteurs-compositeurs de partout dans le monde et ont produit leur premier album multi-platine, Shades of Purple, qui est sorti en 2000, avec le premier single, Don't Say You Love Me figurant sur la bande-originale du premier film Pokémon. La chanson a été coproduite par Jimmy Bralower et Peter Zizzo (Céline Dion), et mixée par Tom Lord-Alge. Elle fait ses débuts sur le Billboard Hot 100 (72e), en vendant 39 000 exemplaires en une semaine, selon SoundScan. Leur deuxième album, The Big Room qui a été enregistré dans un studio à Bearsville à Woodstock, New York, est sorti en 2002. Après des tournées mondiales pour promouvoir la fin de The Big Room, M2M rejoint Jewel sur sa tournée mondiale pour la première partie, mais à peine un mois dans la tournée, des concerts incluant le groupe ont été brutalement annulés. Des rumeurs circulaient qu'il y avait des plans pour une carrière solo de Raven. M2M s'est ensuite dissous en septembre 2002 en raison de l'absence de vente de The Big Room aux États-Unis.
Marion a obtenu un contrat d'enregistrement d'un million de dollars avec Atlantic Records et a perdu le contact avec Marit Larsen depuis qu'elle ont commencé chacune une carrière solo. Raven a écrit et enregistré We Are WITCH, la chanson thème de la série télévisée W.I.T.C.H. (une adaptation de la série de bande dessinée du même nom). Elle a coécrit Pointless Relationship qui a été le premier single de la chanteuse australienne Tammin Sursok, single du premier album Whatever Will Be. Elle a également collaboré sur le morceau That Day, une chanson publiée par la chanteuse pop norvégienne, Maria Arredondo, de l'album Not Going Under en 2004.

### 2005:Here I Am
Après avoir signé son contrat avec Atlantic Records, Marion Raven se mit à l'enregistrement de son premier album et a travaillé avec les producteurs/compositeurs suédois Max Martin et Rami, ainsi qu'avec la chanteuse-compositrice canadienne Chantal Kreviazuk et son mari Raine Maida de 2003 à 2005. Initialement, la compagnie de disques n'était pas convaincue du changement d'image de Marion, pour une image plus rock et un style d'écriture plus sombre, plus personnel. Elle a dû se battre pour pouvoir jouer du genre qu'elle voulait, de la musique rock avec une touche de pop, grosso modo. La liste résultante de 14 chansons, incluant 2 chansons bonus, a permis à la chanteuse de cultiver un son pop-rock plus hard. Marion l'a appelé Here I am. L'album a vu la transformation de l'artiste : d'une musique pop adolescente typique de M2M, elle passe à une musique plus enragée, orientée rock. Here I am est sorti en Scandinavie, au Japon et en Asie du Sud.
Des débats internes à Atlantic Records et des nouvelles selon lesquelles la compagnie d'enregistrement allait être achetée par Warner Music ont conduit à des retards des sorties internationales de Here I am, qui était une partie de son contrat d'un million de dollars. L'album est finalement sorti au pays natal de la chanteuse, la Norvège, le 10 août 2005, commençant à la 6e place, aux côtés de la Suède. Il a été bien reçu en Asie, avec 135 000 copies vendues en 3 mois après la sortie.

## Discographie
M2M
- 2000 : Shades of Purple
- 2002 : The Big Room

### Solo
- 2005 : Here I Am (en)
- 2006 : Heads Will Roll (EP)
- 2007 : Set Me Free
- 2010 : Flesh and Bones
- 2013 : Songs From A Blackbird

### Duo
- 2006 : It's All Coming Back to Me Now, reprise de Céline Dion avec Meat Loaf sur l'album Bat Out Of Hell 3